# Årets projektledarbok
Årets projektledarbok har sedan 2008 utsetts av Svenskt Projektforum.
För att bli nominerad måste boken beröra något som direkt kan användas inom projektområdet. Det kan vara en bok direkt riktad till projektledare eller projektmedarbetare men det kan också beröra områden som tex kommunikation, teamutveckling eller ledarskap. Boken måste ha en svensk författare men den måste inte vara skriven på svenska. Juryn försöker sedan bedöma hur aktuella böckerna är, hur lätta de är att ta till sig samt om de tillför något nytt.
Årets Projektledarbok utses av en jury som består av personer från både stora och små organisationer och både inom privat och offentlig sektor.

## Vinnare av priset Årets Projektledarbok
- 2008: Agile – konsten att slutföra projekt av Tomas Gustavsson (TUK Förlag)
- 2009: Projektledning – övningsbok av Bo Tonnquist (Sanoma Utbildning)
- 2010: Ledarskap, Personen-reflektionen-samtalet[1] av Christine Blomquist & Pia Röding (Studentlitteratur).
- 2011: Individer, grupper och ledarskap[2] i projekt av Tomas Jansson & Lennart Ljung (Studentlitteratur)
- 2012: Projektkommunikation – så får du den att fungera![3] av Elisabeth Kamél (TUK Förlag).
- 2013: (Inget pris delades ut)
- 2014: Att leda osäkra och komplexa projekt[4] av Lars Marmgren & Mats Ragnarsson (Studentlitteratur).
- 2015: Psykologi för projektledare[3] av Leif E. Andersson (Sanoma Utbildning) samt Hederspris till Effektivt projektarbete av Jan Wisén (Norsteds Juridik AB).
- 2016: Agil Multiprojektledning[5] med Puls av Ulla Sebestyén (Parmatur).
- 2017: Ensam eller stark – åtta principer för framgångsrika team[6] av Oskar Henriksson och Habitud (Natur Kultur Akademisk).
- 2018: Lyckas med Projek[7]t av Louise Bergman (Komlitt).
- 2019: OBM-boken, Psykologi för ledare[8] av Leif E. Andersson (Sanoma Utbildning).
- 2020: Agil Projektledning[9] av Tomas Gustavsson (Sanoma Utbildning)
- 2021: Gruppsykologi: grupper, organisationer och ledarskap[10] av Lars Svedberg (Studentlitteratur)
- 2022: Leda i ständig förändring[11] av Ylva M Andersson (Liber)
- 2023: Design Thinking och konsten att bemästra hajar[12] av Helena Frisk (Creosa)
- 2024: Projektledning [13](fjärde upplagan) av Anette Hallin, Tina Karrbom Gustavsson och Tomas Gustavsson (Liber)